# Tommy Finke
Tommy Finke (* 4. Februar 1981 in Bochum als Thomas David Finke), auch unter dem Namen TD Finck von Finckenstein aktiv, ist ein deutscher Singer-Songwriter und Multiinstrumentalist in den Genres Indie, Alternative und Pop als auch Komponist für Elektronische Musik/Computermusik, Schauspielmusik und Filmmusik. Er ist insbesondere für seine hymnenhaften Songs bekannt und arbeitet gelegentlich als Autor und Journalist. Von 2015 bis 2020 war er Musikalischer Leiter am Schauspiel Dortmund.

## Biografie
Tommy Finke wurde 1981 in Bochum geboren.
Von 2003 bis 2008 studierte er am Institut für Computermusik und Elektronische Medien an der Folkwang Universität der Künste im Fach Elektronische Komposition als Schüler von Dirk Reith und schloss am 3. Juli 2008 das Studium mit der Diplomprüfung ab.
Seit der Spielzeit 2015/2016 ist er Musikalischer Leiter am Schauspiel Dortmund.

### Musik

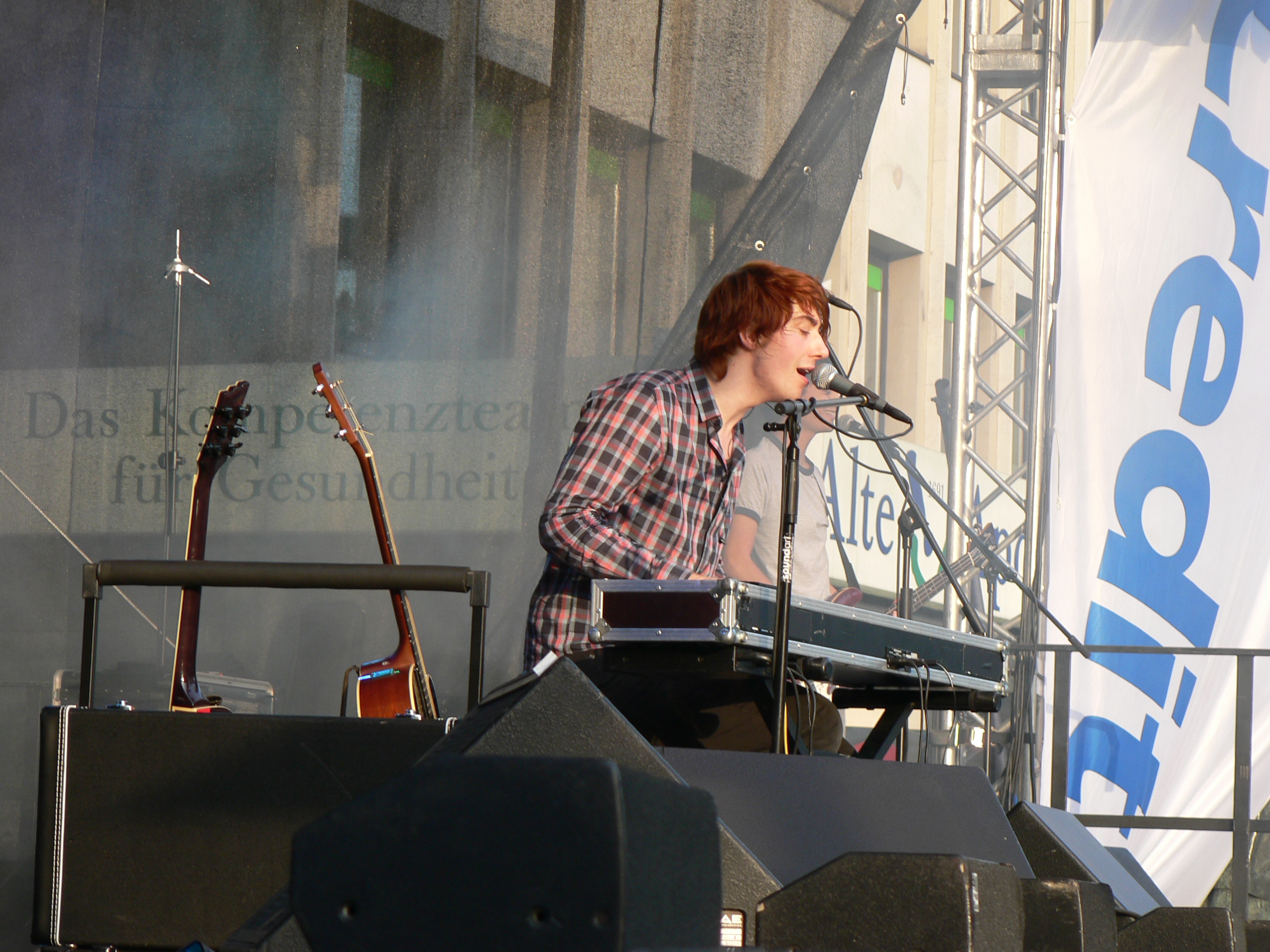
Tommy Finke am Digitalpiano, 2009

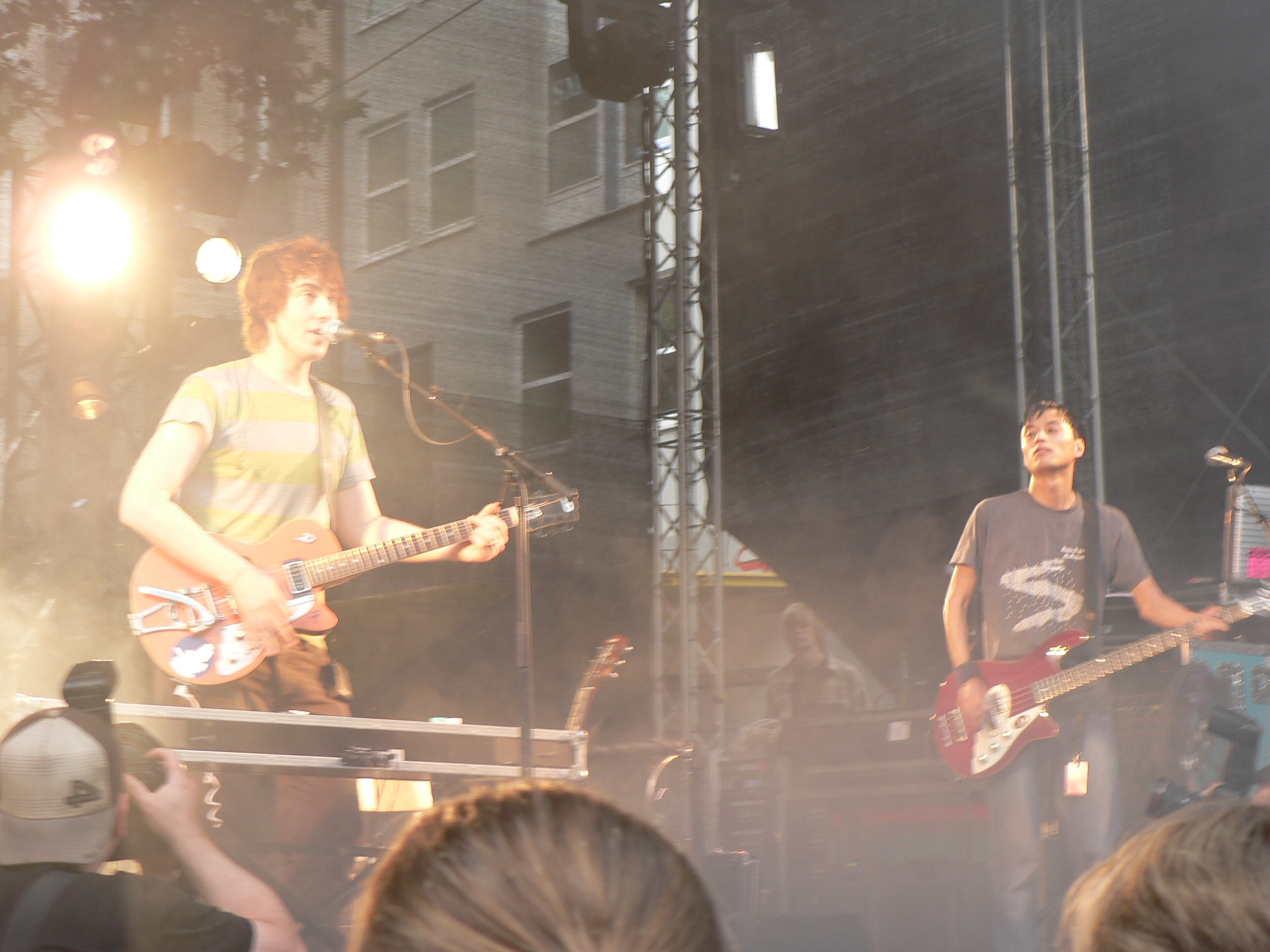
Tommy Finke & Band bei Bochum Total, 2009

Seit 1997 tritt Tommy Finke regelmäßig mit selbst geschriebenen Songs auf. Oasis, The Beatles, The Cure, Rio Reiser und The Police beeinflussen sein Songwriting nachhaltig, ebenso deutschsprachige Bands wie Tocotronic und Die Sterne. 1998 gründete Tommy Finke mit Schulfreunden die Spaß-Punk-Band Hummelgesicht, im Jahr 1999 die an der Hamburger Schule orientierte Band Stromgitarre. Seit dem Jahr 2003 tritt Tommy Finke solo oder als Tommy Finke & Band auf.
Ebenfalls im Jahr 2003 begann Finke das Studium am Institut für Computermusik und Elektronische Medien an der Folkwang Universität der Künste im Fach Elektronische Komposition als Schüler von Dirk Reith. In diesem Rahmen arbeitete Finke seit 2003 u. a. mit dem Bochumer Videokünstler Martin Brand zusammen. Die Arbeiten Bleach, Driver und Attack wurden mehrfach international aufgeführt. Die Verbindung von gestalterischen Mitteln aus Pop und E-Musik wurde zu einem Themenschwerpunkt. Am 3. Juli 2008 schloss Tommy Finke das Studium mit der Diplomprüfung ab.
Aus der Zusammenarbeit mit Ben Redelings resultierten Ende 2004 zwei Veröffentlichungen: Zum einen der Soundtrack zum VfL-Bochum-Dokumentarfilm Wer braucht schon ein Sektfrühstück bei Real Madrid?, den Tommy im 8-Spur-Analog-Verfahren komplett zu Hause aufnimmt, zum anderen die EP 1000 Meilen.
Beide CDs wurden vom Label Baukau Media veröffentlicht und über Rough Trade vertrieben.
2004 spielte Tommy Finke das erste Mal bei Bochum Total, weitere Auftritte bei Bochums kostenlosem Festival folgten 2005, 2008, 2009 und 2013.
Durch Support-Gigs für Toni Kater, Tele, Lee Buddah und andere Indie-Bands wurde Tommy Finke zu einem Begriff in der Live-Szene.
2005 wurde das Stück Rock’n’Roll Leben auf dem Sampler Zukunftsmusik vom Radiosender 1 Live veröffentlicht.
Am 14. Juni 2007 wurde der Song Repariert, was Euch kaputt macht! und die zugehörige B-Seite digital veröffentlicht und zum kostenlosen Download angeboten. Am 22. Oktober 2007 folgte der Release des gleichnamigen Albums als Vinylschallplatte, am 15. Februar 2008 die Veröffentlichung als Download-Release und CD. Die Veröffentlichung erfolgte erstmals über das für diesen Zweck selbst gegründete Label Retter des Rock Records (LC-18543).
Am 28. August 2009 gab Tommy Finke in seinem Blog überraschend bekannt, dass das nächste Album Poet der Affen / Poet of the Apes im Frühjahr 2010 aufgrund eines Plattenvertrages beim Bochumer Traditionslabel ROOF Music erscheinen wird. Die Aufnahmen für das Folgealbum zu Repariert, was Euch kaputt macht! liefen seit Oktober 2008.
Poet der Affen / Poet of the Apes wurde am 29. Januar 2010 veröffentlicht und enthält als Doppelalbum alle Songs einmal in deutscher und einmal in englischer Sprache. Für einen Singer-Songwriter aus Deutschland ist dies bisher einmalig. Im April 2010 trat Tommy Finke in der Sendung TV Noir auf und spielte einige seiner Songs solo. Ende Juli 2011 wurde das Stück Borderline Betty auf dem Sampler Matuschkes Lieblinge des Radiosenders Bayern 3 veröffentlicht.
Im Jahr 2013 folgte das bisher aktuelle Album Unkämmbar. Als Singles wurden Canossa, Heimathafen, Wer hat mich gemacht? und Mit 17 in Hamburg veröffentlicht.
Ein neues Album mit dem Titel Ein Herz für Anarchie erschien am 28. Juli 2017.

### Filmmusik
Nachdem Tommy Finke bereits vereinzelt Filmmusiken für Dokumentationen von Ben Redelings und andere kleine Filmprojekte komponiert hatte, schrieb und produzierte er 2016 für die Verfilmung des Romans Junges Licht durch Adolf Winkelmann die gesamte Musik.

### Theater & Tanz
Unter der Regie von Kay Voges komponierte Finke im Jahr 2013 die Musik zum Stück Das goldene Zeitalter – 100 Wege dem Schicksal die Show zu stehlen am Theater Dortmund, das am 13. September 2013 Premiere feierte. Musik, Video, Schauspiel, Regie und Dramaturgie bilden in dem Stück eine darstellerische Einheit.
Ebenfalls für Kay Voges arbeitete Finke an der Musik für das Stück 4.48 Psychose der Dramatikerin Sarah Kane. Die reine Musikebene wird hier durch Körpersensoren, welche die Musik beeinflussen, erweitert. Die Premiere fand am 3. Mai 2014 am Theater Dortmund statt.
Im Herbst 2014 komponierte Finke die Musik für das Tanzstück Reverse_Me von Choreograf Fabien Prioville am Goethe-Institut in Montreal. Die Musik wurde vor Ort geschrieben und live aufgeführt. Als Tänzer waren sowohl Fabien Prioville als auch Louise Lecavalier Teil des performativen Tanzstücks.
Ende 2014 wurde die Inszenierung von Endstation Sehnsucht am Schauspiel Frankfurt in der Regie von Kay Voges durch Tommy Finke musikalisch entwickelt. Die Premiere fand am 6. Dezember 2014 statt.
Im Juni 2015 feierte Kaspar Hauser und die Sprachlosen aus Devil County von Alexander Kerlin und Thorsten Bihegue mit Musik von Tommy Finke Premiere. „Hauptdarsteller“ des Stückes ist der Dortmunder Sprechchor, der mit bis zu 80 Mitgliedern das Stück prägt. Am 23. August 2015 wurde Die Show – Ein Millionenspiel um Leben und Tod von Kay Voges, Anne-Kathrin Schulz und Alexander Kerlin in der Regie von Kay Voges uraufgeführt. Tommy Finke übernahm in dem Stück nicht nur die musikalische Leitung, sondern stand auch mit seiner Band auf der Bühne. Am 19. September 2015 feierte 2099, das erste Theaterstück des Zentrums für politische Schönheit, mit Musik/Sound von Tommy Finke in Dortmund Premiere. Am 23. Oktober 2015 folgte Besessen, unter der Regie von Jörg Buttgereit am Schauspiel Dortmund, mit Musik von Finke.
Seit der Spielzeit 2015/2016 ist Tommy Finke musikalischer Leiter des Schauspiel Dortmund und betreut eine große Anzahl der Produktionen kompositorisch und performativ.
Das Stück Die Borderline Prozession mit Finkes Musik wurde 2017 zum 54. Berliner Theatertreffen eingeladen. Eine Einladung zum 56. Berliner Theatertreffen für Das Internat mit Finkes Musik folgte im Jahr 2019, eine weitere für Das House – ReInventing the Real im Jahr 2021.
Am 13. Juli 2018 erhielt Finke den Kritikerpreis der Dortmunder für ihr Schauspiel. WDR-Journalist Stefan Keim schrieb in seiner Laudatio:

„Tommy Finke aka TD Finck von Finckenstein ist weit mehr als ein versierter Allroundkomponist. Wenn er an einer Inszenierung beteiligt ist, wird er zum prägenden Mitschöpfer. Der düstere Soundtrack zu Ersan Mondtags bildgewaltigem ‚Internat‘, die elektronischen Verzerrungen und Loops von Haydns Oratorium für Claudia Bauers ‚Schöpfung‘, die abgedrehten Musical- und Punksongs für Kay Voges’ ‚Theatermacher‘ – das sind drei überragende Arbeiten in nur einer Saison. Ein Arbeitstier, ein heiterer Kunst-Anarchist, ein kreativer Dauersprudler.“

### Retter des Rock Records
Um sein Album Repariert, was Euch kaputt macht! zu veröffentlichen, gründete Tommy Finke im Jahr 2007 das Label Retter des Rock Records. In Zusammenarbeit mit dem Vertrieb Rough Trade sind Alben von Tommy Finkes selbst sowie u. a. von Fabian und das Stromorchester (Unter Strom), Trapped Inside the Chase (selbstbetitelt), Spaceman Spiff (Bodenangst), Captain’s Diary, (Niemals jedem recht und Als Munition die Illusion), Edy Edwards (1989) und Stefan Bauer (Sieben Gesichter der Angst) erschienen.

## Trivia
Bei dem Song Poet der Affen / Poet of the Apes des gleichnamigen Albums spricht der amerikanische Skeptiker James Randi einige Zeilen. Diese wurden extra für das Album aufgenommen.
Der Songtitel Bier and Loathing in Las Vegas bezieht sich auf das Buch / den Film Fear and Loathing in Las Vegas. Der Song Repariert, was Euch kaputt macht! nimmt Bezug auf den Song Macht kaputt, was Euch kaputt macht! der Politrock-Gruppe Ton Steine Scherben.
2001 sang Schauspieler Uwe Rohde mit Stromgitarre Tommys Lied Bier and Loathing in Las Vegas für den Soundtrack des Films Lemmingsfrühling. 2006 sang Tommy Finke auf der EP Football Songs der Band Helter Skelter ein paar Zeilen bei dem Stück Football Songs (Bad Cover Version). Außer den Musikern von Helter Skelter waren noch Andre Haggeney, Daniel Roth (von Dorfdisko), Jan Schüler, Lorenz Theuer und DJ Psycho Jones als Sänger bei diesem Song zu hören.
Im Buch Sommerfest des Bochumer Autoren Frank Goosen wird Tommy Finkes Auftritt auf der Autobahn A40 im Rahmen des Still-Leben Ruhrschnellweg zum Kulturhauptstadtprojekt RUHR.2010 beschrieben.

## Veröffentlichungen

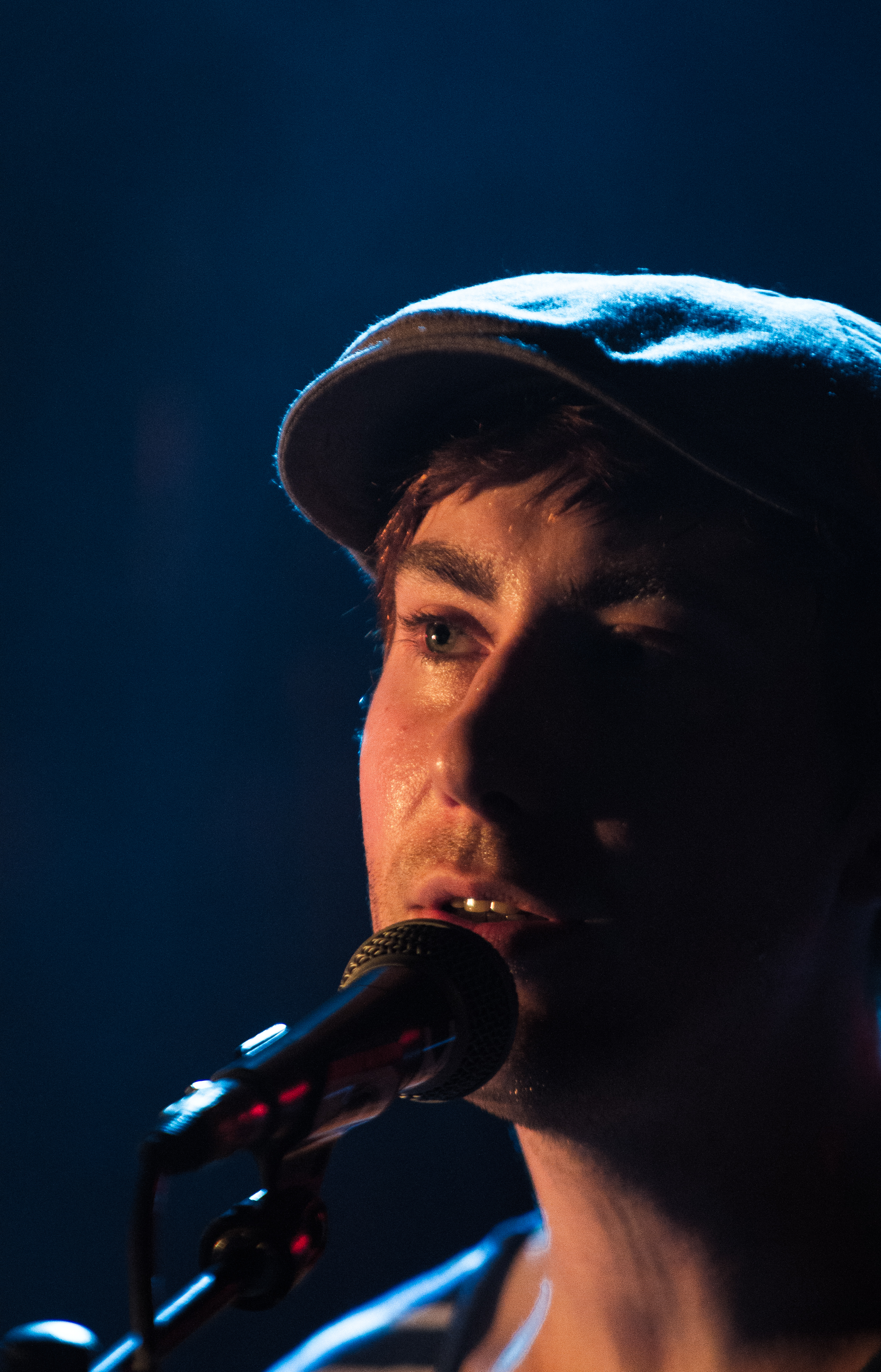
Tommy Finke in Hamburg, 2014

### Popmusik

#### Alben
- 2017 Ein Herz für Anarchie (Retter des Rock Records)
- 2013 Unkämmbar (AREA Entertainment)
- 2010 Poet der Affen / Poet of the Apes (deutsch/englisches Doppelalbum, ROOF Music, Indigo)
- 2008 Repariert, was Euch kaputt macht! (Retter des Rock Records, Vinyl, CD und online)

#### EPs
- 2012 Kämmbar? (5-Track-EP, AREA Entertainment)[26]
- 2004 1000 Meilen (8-Track-EP, Baukau Media/Rough Trade)

#### Singles
- 2024 Beautiful World[27]
- 2015 Mit 17 in Hamburg[28]
- 2013 Wer hat mich gemacht?[29]
- 2013 Heimathafen[30]
- 2012 Canossa[31]
- 2010 Borderline Betty / Borderline Betty II (digital Release, ROOF Music)
- 2010 Halt’ alle Uhren an / Stop the Clocks (digital Release, ROOF Music)
- 2007 Repariert, was Euch kaputt macht! – Single (2-Track digital Release, Retter des Rock Records)

Als Tommy Finke & Miniband:
- 2011 Robert Smith in meiner Kneipe (1-Track digital Release, Retter des Rock Records)

Mit anderen Künstlern:
- 2012 Yellow (digital Release, Retter des Rock Records, Coverversion des Coldplay-Songs, zusammen mit Polyana Felbel und Daniel Brandl)[32]

#### Remixe für andere Künstler
- 2023 I’m a Lot (Finck von Finckenstein Remix) Remix des gleichnamigen Songs der Künstlerin Kerfor[33]
- 2015 Du bist kaputt (Finck von Finckenstein Remix) Remix des gleichnamigen Songs der Band Angelika Express als kostenloser Download über deren Webseite[34]
- 2009 Oh Suzanne (Tommy Finke Put Your Make Up On Remix) Remix des gleichnamigen Songs der Band Atomic als kostenloser Download über die Webseite von Atomic[35]
- 2009 I Sold My Heart Today (Tommy Finke Wake Up Mix) Remix des gleichnamigen Songs der Band Morning Boy[36]
- 2009 Become (Tommy Finke Near The Dunes Of Neverland Remix) Remix des gleichnamigen Songs der Band Verlen[37]
- 2009 The Bomb Song (Tommy Finke Didn’t Start The Fire Remix) Remix des gleichnamigen Songs der Band Verlen[37]
- 2008 Mausen (Tommy Finke and the cat in the hat Remix) Remix des gleichnamigen Songs der Band MIA. (konnte auf MIA.s Bandhomepage zum besten Remix gewählt werden)[38]
- 2007 The Shelter (Tommy Finke Remix) Remix des gleichnamigen Songs der Band Atomic[39]
- 2007 Monkey Fingers (Tommy Finke Remix) Remix des gleichnamigen Songs der Band Atomic[39]
- 2007 Fieber (Discofox Remix) Tommy Finke Remix des Songs Fieber der Band Tele[40]
- 2006 R.M.X. 3000 Tommy Finke Remix des Songs O.S.T. 3000 der Halterner Band Helter Skelter

#### Soundtracks
- 2024 RCE #RemoteCodeExecution – Music from and inspired by the theatre play by Sibylle Berg, directed by Kay Voges at Berliner Ensemble (Theatersoundtrack, 27-Track Digital Release)[41]
- 2004 Wer braucht schon ein Sektfrühstück bei Real Madrid? (Filmsoundtrack, Baukau Media/Rough Trade)[42]

#### Kompilations-Beiträge
- In der Seegurke liegt die Möglichkeiten, auf For Peace. Against War. Who Is Not?, 2022[43][44]
- Yellow (feat. Polyana Felbel & Daniel Brandl), auf Bayern 3 – Matuschkes Lieblinge Vol. 2, 2012[45]
- Borderline Betty, auf Bayern 3 – Matuschkes Lieblinge, 2011[46]
- 1000 Meilen (Live) und Um den Schlaf gebracht (Live), auf HypoVereinsbank – Jugend kulturell Förderpreis 2008 „Popmusik“, HypoVereinsbank, 2008
- 1000 Meilen, auf Aufnahmezustand Vol. 4, Zyx Music, 2005
- Rock’n’Roll Leben, auf 1Live Zukunftsmusik, 2005[47]

#### Filmmusiken
- III Minuten, 2022. Regie: Jens Kipper[48]
- Wattenscheid – Hartz aus Gold, 2021. Regie: Patrick Joswig[49]
- Junges Licht, 2016. Regie: Adolf Winkelmann
- Die 11 des VFL, 2007. Regie: Ben Redelings
- Nordstadt, 2005. Szenenmusik. Regie: Michael Kupczyk
- Unterholz, 2005. Regie: Jan Kretschmer
- 100 Stunden nonstop, 2005. Regie: Ben Redelings
- Wer braucht schon ein Sektfrühstück bei Real Madrid?, 2004. Regie: Ben Redelings
- Lurie, 2003. Szenenmusik. Regie: Martin Brand
- Bar Las Jornadas, 2003. Regie: Martin Brand

#### Coverversionen
- Du erkennst mich nicht wieder im Original von Wir sind Helden bzw. Judith Holofernes, 2006

#### Veröffentlichungen als Produzent/Mischer
- 1989 von Edy Edwards, aufgenommen, produziert und gemischt zusammen mit Christian Becker, 2011
- Demo von Johannes Zaster Band, aufgenommen, produziert und gemischt, 2007
- Ich verstehe mein Leben von Sandrakete, gemischt und teilweise aufgenommen, 2007
- Hosenkrebs Etüde von Hummelgesicht, aufgenommen, produziert und gemischt, 2002

#### Veröffentlichungen als Gastmusiker
- Schwere, Los! von Lilou, Klavier und Backing-Vocals, 2012[50]
- 1989 von Edy Edwards, E-Gitarre, Klavier, Backing-Vocals, 2011
- Football Songs (Bad Cover Version) von Helter Skelter (Band), Strophe und Backing-Vocals, 2006

### Theater und Tanz (Auswahl)
- Der Name von Jon Fosse, am Volkstheater Wien, Musik (Originalkomposition), Regie: Kay Voges, 2024[51]
- Picasso von Justo Moret, Musik (Originalkomposition), Regie: Justo Moret, 2024
- RCE #RemoteCodeExecution – von Sibylle Berg, am Berliner Ensemble, Musik (Originalkomposition) und musikalische Leitung, Regie: Kay Voges, 2024[52][53]
- Stina und der Weihnachtskönig – von Yvonne Dicketmüller, Musik (Originalkomposition) und Produktion, Regie: Yvonne Dicketmüller, 2023[54]
- Du musst dich entscheiden! – von Johan Frederik Hartle, Kay Voges & Ensemble, am Volkstheater Wien, Musik (Originalkomposition) und musikalische Leitung (zusammen mit Fiete Wacholtz), Regie: Kay Voges, 2023[55][56]
- Totentanz – von August Strindberg, nach einer Bearbeitung von John von Düffel, am Berliner Ensemble, Musik (Originalkomposition) und musikalische Leitung, Regie: Kay Voges, 2023[57]
- Musketiere – von Calle Fuhr frei nach Motiven von Alexandre Dumas am Volkstheater Wien, Musik (Originalkomposition) und musikalische Leitung, Regie: Calle Fuhr, 2022[58]
- Was ihr wollt – von William Shakespeare am Theater Münster, Musik (Originalkomposition) und musikalische Leitung, Regie: Julia Prechsl, 2021[59]
- Trüffel Trüffel Trüffel – von Eugène Labiche am Saarländischen Staatstheater Saarbrücken, Musik (Originalkomposition) und musikalische Leitung, Regie: Julia Prechsl, 2020
- Gelato – am Comedia Theater, Musik (Originalkomposition) und musikalische Leitung, Regie: Till Beckmann, 2020
- Die Eigentumshöhle – vom Pangalaktischen Theater, Musik (Originalkomposition), Regie: Pangalaktisches Theater, 2020
- Das House – ReInventing the Real am Schauspiel Dortmund, Musik (Originalkomposition), Regie: Roman Senkl, 2020
- Warten auf Godot von Samuel Beckett am Schauspiel Dortmund, Musik (Originalkomposition) und musikalische Leitung, Regie: Marcus Lobbes, 2020
- Das unmögliche Theater (Teil 1): Der grosse Marsch von Wolfram Lotz am Staatstheater Cottbus, Szenenmusik (Originalkomposition), Regie: Wiebke Rüter, 2019
- Play – Abriss einer Reise von Kay Voges und dem Ensemble des Schauspiel Dortmund, Musik und musikalische Leitung, Regie: Kay Voges, 2019[60]
- Als die Omma den Huren noch Taubensuppe kochte von Anna Basener und Gerburg Jahnke am Schauspiel Dortmund, Musik und musikalische Leitung, Regie: Gerburg Jahnke, 2019
- Ich, Europa von Yavuz Ekinci, Anis Hamdoun, Iman Humaidan, Yasmina Khadra, Nermina Kukic, Sudabeh Mohafez, Ahmed Saleh, Tanja Šljivar u. a. am Schauspiel Dortmund, Musik und musikalische Leitung, Regie: Marcus Lobbes, 2018[61]
- Die Parallelwelt am Schauspiel Dortmund und am Berliner Ensemble, Musik und musikalische Leitung, Regie: Kay Voges, 2018[62]
- Schöpfung nach Joseph Haydn am Schauspiel Dortmund, Musik und musikalische Leitung, Regie: Claudia Bauer[63], 2018
- Das Internat von Ersan Mondtag am Schauspiel Dortmund, Musik und musikalische Leitung, Regie: Ersan Mondtag, 2018
- Der Theatermacher von Thomas Bernhard am Schauspiel Dortmund, Musik und musikalische Leitung, Regie: Kay Voges, 2018
- Der Futorologische Kongress von Stanislaw Lem am Schauspiel Dortmund, Musik und musikalische Leitung, Regie: Nils Voges, 2017
- Die Wiedervereinigung der beiden Koreas von Joël Pommerat am Schauspiel Dortmund, Musik und musikalische Leitung, Regie: Paolo Magelli, 2017[64]
- hell – ein Augenblick von Kay Voges und dem Ensemble des Schauspiel Dortmund am Schauspiel Dortmund, Musik und musikalische Leitung, Regie: Kay Voges, 2017[65]
- Furcht und Hoffnung in Deutschland: Ich bin das Volk von Franz Xaver Kroetz am Schauspiel Dortmund, Musik und musikalische Leitung, Fassung & Regie: Wiebke Rüter, 2016[66]
- Die Schwarze Flotte von Anne-Kathrin Schulz am Schauspiel Dortmund, Musik und musikalische Leitung, Regie: Kay Voges, 2016[67]
- Triumph der Freiheit #1 nach Joël Pommerat am Schauspiel Dortmund, Musik und musikalische Leitung, Regie: Ed. Hauswirth, 2016[68]
- Das Bildnis des Dorian Gray von Thorsten Bihegue am Schauspiel Dortmund, Musik und musikalische Leitung, Regie: Thorsten Bihegue und Alexander Kerlin, 2016
- Die Borderline Prozession von Dirk Baumann am Schauspiel Dortmund, Alexander Kerlin und Kay Voges, Musik und musikalische Leitung, Regie: Kay Voges, 2016
- Die Liebe in Zeiten der Glasfaser von Ed. Hauswirth am Schauspiel Dortmund, Musikalische Leitung, Regie: Ed. Hauswirth, 2016
- Geächtet (Disgraced) von Ayad Akhtar am Schauspiel Dortmund, Musik und musikalische Leitung, Regie: Kay Voges, 2016
- Total View Beta von Kay Voges und Alexander Kerlin am Schauspiel Dortmund, Musik und musikalische Leitung, uraufgeführt auf der Next Level Conference 2015
- Das schweigende Mädchen von Elfriede Jelinek am Schauspiel Dortmund, Musik und musikalische Leitung, Regie: Michael Simon, 2015
- Das Glitzern der Welt von kainkollektiv am Schauspiel Dortmund, Szenenmusik, 2015
- Besessen von Jörg Buttgereit am Schauspiel Dortmund, Musik und musikalische Leitung, Regie: Jörg Buttgereit, 2015
- 2099 vom Zentrum für Politische Schönheit am Schauspiel Dortmund, Szenenmusik, Regie: Zentrum für Politische Schönheit, 2015
- Die Show von Kay Voges, Anne-Kathrin Schulz und Alexander Kerlin am Schauspiel Dortmund, Musik und musikalische Leitung, Regie: Kay Voges, 2015
- Kaspar Hauser und die Sprachlosen aus Devil County von Thorsten Bihegue und Alexander Kerlin am Schauspiel Dortmund, Musik und musikalische Leitung, 2015
- The Return of Das goldene Zeitalter – 100 neue Wege dem Schicksal das Sorgerecht zu entziehen von Alexander Kerlin und Kay Voges am Schauspiel Dortmund, Musik und musikalische Leitung, Regie: Kay Voges, 2015
- Endstation Sehnsucht von Tennessee Williams am Schauspiel Frankfurt, Musik und musikalische Leitung, Regie: Kay Voges 2014
- Reverse_Me von Fabien Prioville am Goethe-Institut Montréal, Musik und musikalische Leitung, Regie: Fabien Prioville 2014
- 4.48 Psychose von Sarah Kane am Schauspiel Dortmund, Musik und musikalische Leitung, Regie: Kay Voges 2014
- Das goldene Zeitalter – 100 Wege dem Schicksal die Show zu stehlen von Alexander Kerlin und Kay Voges am Schauspiel Dortmund, Musik und musikalische Leitung, Regie: Kay Voges 2013

### Hörspiel
- Heil ho, let's go, 2017. Musik und Konzept, 1LIVE und WDR3, Regie: Leonhard Koppelmann[69][70]

### Ernste Musik

#### Kompositionen
- Wenn ein Werk die Form einer Birne hat, ist es nicht mehr formlos!, 2008. 2-kanaliges Tapestück, das sich mit bestimmten Aspekten der Kompositionen von Erik Satie auseinandersetzt.[71]
- Was Es Nicht Ist 1 (Aura-Varianten), 2008. 7-kanaliges elektronisches Werk für 4-Kanalanlage und 3 Gitarrenverstärker mit Lichtstimmungen.
- Meine kleine Nachtmusik, 2005. 4-kanaliges elektronisches Werk, basierend auf Samples einer Aufnahme des ersten Satzes von Mozarts Eine kleine Nachtmusik. Realisiert am ICEM der Folkwang-Hochschule, Essen-Werden.

#### Installationen
- Shefighter, 2015. Zusammenarbeit mit Videokünstler Martin Brand.[72]
- ...nur die Mücken müssten nicht sein, 2015. Eigene Arbeit für die Ausstellung Kemnade klingt! auf Haus Kemnade. Loopende Installation.[73]
- Transposition, 2010. Zusammenarbeit mit Künstler Patrick Borchers. Loopende Installation.[74]
- Swell, 2007. Zusammenarbeit mit Künstler Ulrich Ostgathe. Loopende Installation.
- light emitting idiot, 2007. Zusammenarbeit mit Florian Mattil, Jan Rusch und Christof Schnelle.
- Bleach, 2006. Zusammenarbeit mit Videokünstler Martin Brand.[75]
- Attack, 2006. Zusammenarbeit mit Videokünstler Martin Brand.[76]
- Driver, 2005. Zusammenarbeit mit Videokünstler Martin Brand.[77]

### Texte
- Just Like Heaven, Kurzgeschichte in Potzblitz: 27+1 erleuchtende Liebeserklärungen an die Popmusik, 2018[78]
- Der Superschurke: Blaues Wunder, Debattenbeitrag in The European, Ausgabe 1/2013[79]
- Auf den Schultern eines Riesen, Kurzgeschichte in Texttourismus 2 – Erste Schritte, 2011[80]
- Über das Auratische in der Popmusik und seine kompositorischen Implikationen, Diplomarbeit an der Folkwang Universität der Künste, 2008[81]